# ベニスに死す (映画)

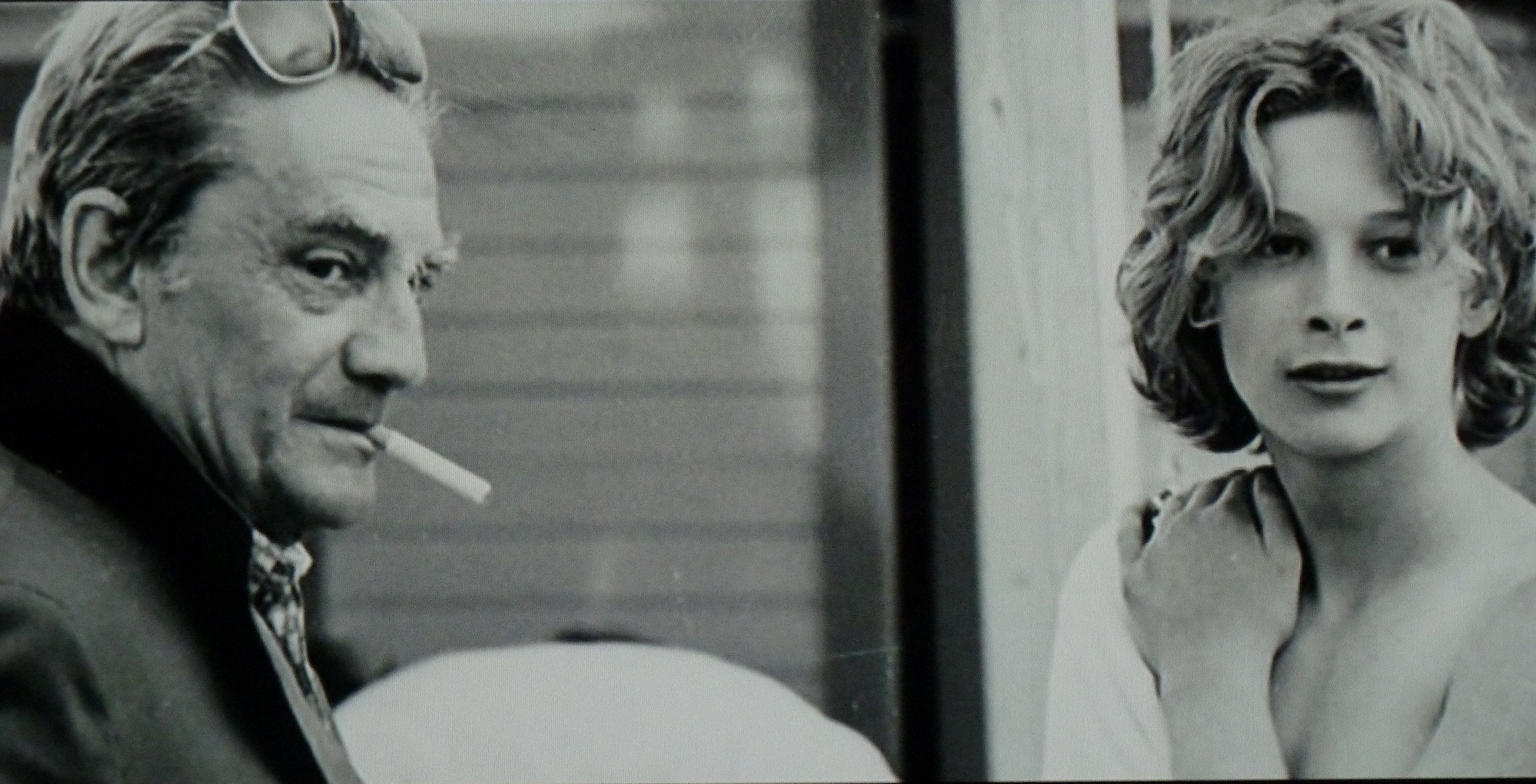
ルキノ・ヴィスコンティ監督(左)とビョルン・アンドレセン

『ベニスに死す』（英語: Death in Venice (オリジナル)、イタリア語: Morte a Venezia (吹替え版)、フランス語: Mort à Venise (吹替え版) ）は、1971年に公開されたアメリカ資本のイタリア・フランス合作映画。監督はルキノ・ヴィスコンティ。カラー、スコープサイズ（パナビジョン・2.39：1）、131分。テーマ曲にグスタフ・マーラーの交響曲第5番の第4楽章「アダージェット」を使用し、マーラー人気復興の契機となったことでも名高い。
トーマス・マン作の同名小説の映画化。『地獄に堕ちた勇者ども』『ルートヴィヒ』と並ぶ「ドイツ三部作」の第2作であるが、主人公がドイツ人（厳密にはモデルとなったマーラーはユダヤ系オーストリア人として当時オーストリア支配下にあったチェコに生まれているが、その幼時までオーストリアはドイツ連邦議長国であり、他に原作者トーマス・マンも投影されている）であるのみで、他の2作のようにドイツを主舞台にはしていない。

## ストーリー
静養のためベニスを訪れた老作曲家は、ふと出会ったポーランド貴族の美少年タッジオに理想の美を見い出す。以来、彼は浜に続く回廊をタッジオを求めて彷徨うようになる。
ある日、ベニスの街中で消毒が始まる。誰も真実を語らない中、疫病が流行していることをようやく聞きつける。それでも彼はベニスを去らない。
白粉と口紅、白髪染めを施して若作りをし、死臭漂うベニスを彼はタッジオの姿を追い求め歩き続ける。ついに彼は倒れ込み、ひとり力なく笑い声を上げる。翌日、疲れきった体を海辺のデッキチェアに横たえ、波光がきらめく中、彼方を指差すタッジオの姿を見つめながら彼は死んでゆく。

## キャスト
| 役名                               | 俳優                                  | 日本語吹替                                                                            |
| 役名                               | 俳優                                  | NETテレビ版                                                                           |
| ---------------------------------- | ------------------------------------- | ------------------------------------------------------------------------------------- |
| グスタフ・フォン・アッシェンバッハ | ダーク・ボガード                      | 土屋嘉男                                                                              |
| タッジオ                           | ビョルン・アンドレセン                | 水島裕                                                                                |
| タッジオの母                       | シルヴァーナ・マンガーノ （特別出演） | 武藤礼子                                                                              |
| ホテル支配人                       | ロモロ・ヴァリ                        | 田中明夫                                                                              |
| アルフリート                       | マーク・バーンズ                      | 野島昭生                                                                              |
| タッジオの家庭教師                 | ノラ・リッチ                          | 藤夏子                                                                                |
| アッシェンバッハ夫人               | マリサ・ベレンソン                    | 松尾佳子                                                                              |
| 理容師                             | フランコ・ファブリッツィ              | 今西正男                                                                              |
| 銀行家                             | ユーセロ・ボニーニ・オラス            | 吉沢久嘉                                                                              |
| エスメラルダ                       | キャロル・アンドレ                    |                                                                                       |
| 両替所（cook's cambio）の従業員    | レスリー・フレンチ                    |                                                                                       |
| ヤシュウ                           | セルジオ・ガラファノーロ              |                                                                                       |
| 英国人観光客                       | ドミニク・ダレル                      |                                                                                       |
| ロシア人観光客                     | マーシャ・ブレディト                  |                                                                                       |
| タッジオの姉                       | エヴァ・アクセン                      |                                                                                       |
| 駅で気絶する男                     | マルコ・トゥーリ                      |                                                                                       |
| 不明 その他                        |                                       | 杉田俊也 及川ヒロオ 峰恵研 徳丸完 上田敏也 増岡弘 高村章子 吉田理保子 石丸博也 塩屋翼 |
|                                    |                                       |                                                                                       |
| 演出                               | 演出                                  | 山田悦司                                                                              |
| 翻訳                               | 翻訳                                  | 進藤光太                                                                              |
| 効果                               | 効果                                  | PAG                                                                                   |
| 調整                               | 調整                                  | 山田太平                                                                              |
| 制作                               | 制作                                  | 日米通信社                                                                            |
| 解説                               | 解説                                  | 淀川長治                                                                              |
| 初回放送                           | 初回放送                              | 1976年6月20日 『日曜洋画劇場』                                                        |

## 受賞歴
- 1971年：第24回カンヌ国際映画祭25周年記念賞
- 1971年：ダヴィッド・ディ・ドナテッロ賞 監督賞
- 1971年：ナショナル・ボード・オブ・レビュー ベスト10選出
- 1972年：第45回キネマ旬報ベスト・テン第1位
- 1972年：キネマ旬報賞 外国映画監督賞
- 1972年：英国アカデミー賞：美術賞(フェルディナンド・スカルフィオッティ)、撮影賞、衣装賞(ピエロ・トージ)、音響賞
- 1972年：第44回アカデミー賞衣装デザイン賞（ノミネート）

## 音楽
マーラーの交響曲第5番の第4楽章「アダージェット」は、もともとは作曲者が当時恋愛関係にあり、のちに妻としたアルマにあてた、音楽によるラブレターである。この映画の感情的表現において、ほぼ主役ともいえる役割を果たした。演奏は、フランコ・マンニーノ (Franco Mannino) 指揮・ローマ聖チェチーリア音楽院管弦楽団。
この映画を鑑賞したあるハリウッド・メジャーの社長は、「今度の新作映画では、マーラーにテーマ音楽を作らせよう」と語ったという（マーラーが既に没した大作曲家であることをその社長は知らなかった）。
ホテルのレストランで流れ出すのは、フランツ・レハール作曲のオペレッタ『メリー・ウィドウ』の「唇は語らずとも」。アッシェンバッハがタジオを見つめて頬を赤らめるシーンで、歌詞のない演奏版だが、ここでの歌詞を判っていると意外に直接的な内容である。
タッジオはホテルにあるピアノで『エリーゼのために』を弾く。それを聴いたアッシェンバッハは若き日に訪れた売春宿を思い出す（買った相手の名は映画冒頭の蒸気船と同じエスメラルダ）。
マーラーで使用されたのは交響曲第5番だけではない。交響曲第3番の第4楽章、アルト独唱の入る部分が、観光客で賑わう浜辺のシーンに重なる。独唱はルクレツィア・ウェスト（Lucretia West）。
アッシェンバッハとアルフリートが芸術を論じた後、アルフリートがピアノで弾く曲は、交響曲第4番の第4楽章冒頭の旋律。
アッシェンバッハの死を予告する海辺のシーンでは、ソプラノ歌手マーシャ・プレディト（英語版）によりモデスト・ムソルグスキー作曲『子守歌（Lullaby）』が歌われる。

## 原作からの翻案
原作者トーマス・マンは主人公グスタフ・フォン・アッシェンバッハを作家としていたが、モデルとしてはマン自身以外に、友人でもあった作曲家のグスタフ・マーラーも入っている。ゆえに監督のルキノ・ヴィスコンティがマーラーの音楽を使い、主人公をマーラーをモデルとした作曲家に変更したのは、恣意的な変更とは言えない。
また、同時代の作曲家でありマーラーと親交のあったアルノルト・シェーンベルクをもアルフリートという名で登場させている。2人の「美」についての論争は、この映画全体に満ち溢れる「対比」の主体軸である。

## ドキュメンタリー
- ヴィスコンティは、タッジオを演じる俳優を探していることについて、『タッジオを求めて（1970）』というタイトルのドキュメンタリーを作成した。